# Katteøjetågen
Katteøjetågen eller NGC 6543 er en planetarisk tåge i den nordlige konstellation af Dragen, opdaget af William Herschel 15. februar 1786. Det var den første planetariske tåge, hvis spektrum blev undersøgt, hvilket den engelske amatørastronom William Huggins gjorde i 1864.
| Astronomi | Spire Denne artikel om astronomi er en spire som bør udbygges. Du er velkommen til at hjælpe Wikipedia ved at udvide den. |

Koordinater:  17h 58m 33.423s, +66° 37′ 59.52″